# FK Železničar Pančevo
Der FK Železničar Pančevo (offiziell auf Serbisch: Фудбалски клуб Железничар Панчево – ФК Железничар Панчево, Fudbalski klub Železničar Pančevo – FK Železničar Pančevo), gewöhnlich FK Železničar, ist ein serbischer Fußballverein aus Pančevo. Der Klub wurde 1947 gegründet und spielte in der Saison 2023/24 erstmals in der Super Liga, der höchsten Spielklasse im serbischen Fußball.

## Geschichte
Der Klub wurde 1947 gegründet und während seiner langen Geschichte war er meistens in den unterklassigen Ligen vertreten. Erst in der Saison 2014/2015 stieg der Klub zum ersten Mal in seiner Geschichte in die Srpska Liga Vojvodina auf, welche die dritthöchste Spielklasse im serbischen Fußball darstellt. In der Saison 2019/20 wurde die Saison in der Srpska Liga Vojvodina aufgrund der COVID-19-Pandemie abgebrochen. Da Železničar zu dem Zeitpunkt Tabellenführer war, wurde der Klub aus Pančevo zum Meister erklärt, womit sie nach fünf Jahren als Drittligist den nächsten großen Erfolg in der Vereinsgeschichte erzielten und in die Prva Liga, die zweite Liga Serbiens, aufstiegen.
In der zweiten Liga verbrachte man drei Saisons, ehe man in der Saison 2022/23 in der Prva Liga am Saisonende den zweiten Platz belegte und so den Aufstieg in die Super Liga, die höchste Fußballliga in Serbien, feierte. Dies stellt den bisher größten Erfolg der Vereinsgeschichte dar. Am Ende der folgenden Spielzeit stand jedoch  mit dem 15. Platz der direkte Wiederabstieg in die Zweitklassigkeit fest.

## Bekannte Spieler
- Brana Ilić (2021)
- Marko Jovanović (2022–2023)